# 게이큐 다이시선
게이힌 급행 전철 다이시 선(일본어: 京急大師線)은 게이힌 급행 전철의 철도 노선 가운데 하나이다. 게이큐 가와사키 역과 고지마신덴 역을 잇는다.
전 구간이 일본 가나가와현 가와사키시 가와사키구에 있다.

## 운행 형태
게이큐 가와사키 ~ 고지마신덴 구간을 왕복 운행하며 다른 노선에 직결 운행을 하지 않는다.

## 차량

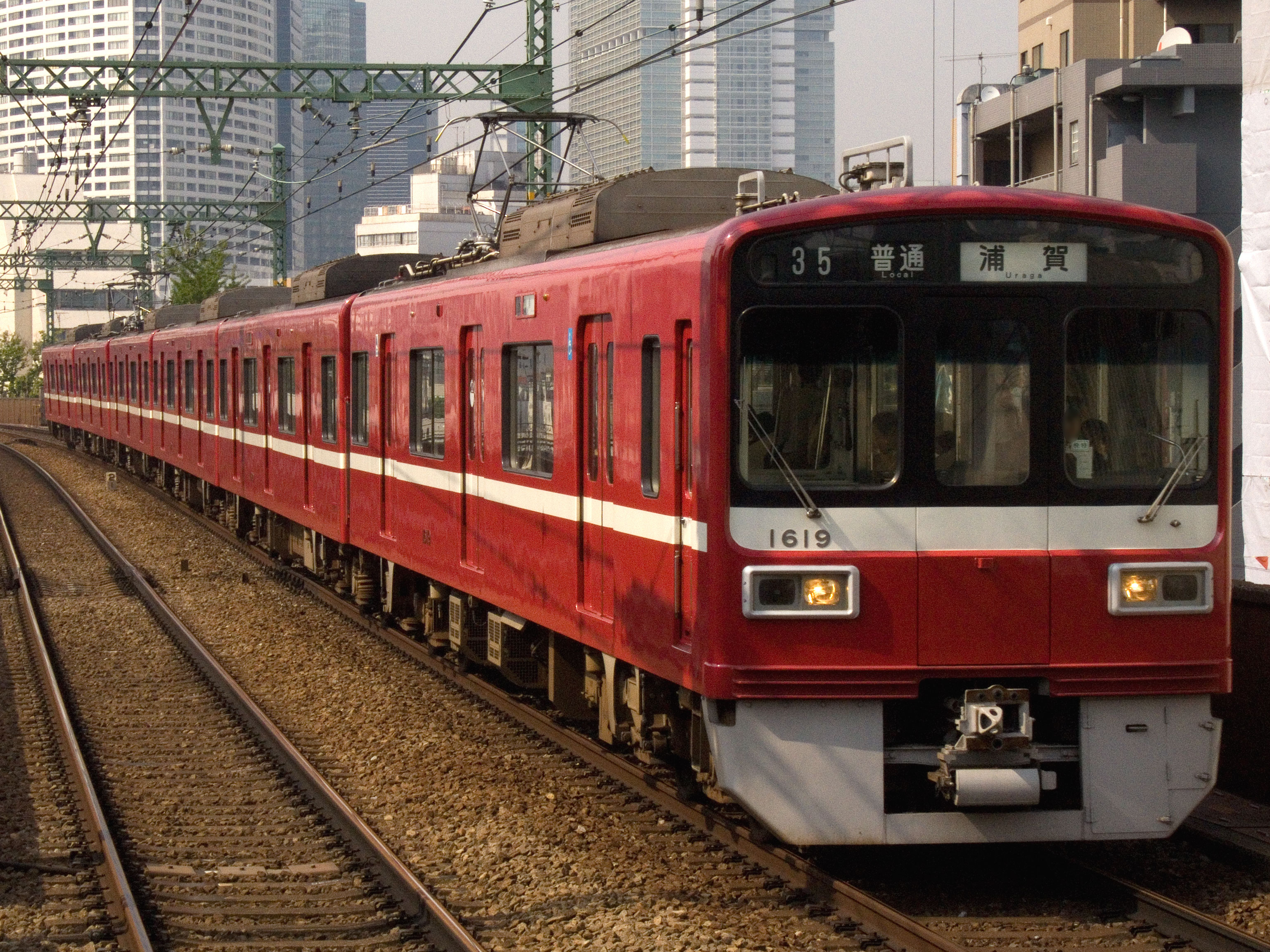
1500형

- 1500형

## 역 목록
| 역 번호 | 역명            | 일어 역명 | 접속 노선 | 역간 거리 | 누적 거리 | 소재지         | 소재지         | 소재지         |
| ------- | --------------- | --------- | --- | --------- | --------- | -------------- | -------------- | -------------- |
| KK 20   | 게이큐 가와사키 | 京急川崎  | 본선 (KK 20) 게이힌 도호쿠 선 (가와사키역, JK 16) 난부 선 (가와사키역, JN 01) 도카이도 선 (가와사키역, JT 04) |           | 0.0       | 가 나 가 와 현 | 가 와 사 키 시 | 가 와 사 키 구 |
| KK 21   | 미나토초        | 港町      | | 1.2       | 1.2       | 가 나 가 와 현 | 가 와 사 키 시 | 가 와 사 키 구 |
| KK 22   | 스즈키초        | 鈴木町    | 0.8 | 2.0       |           | 가 나 가 와 현 | 가 와 사 키 시 | 가 와 사 키 구 |
| KK 23   | 가와사키다이시  | 川崎大師  | 0.5 | 2.5       |           | 가 나 가 와 현 | 가 와 사 키 시 | 가 와 사 키 구 |
| KK 24   | 히가시몬젠      | 東門前    | 0.7 | 3.2       |           | 가 나 가 와 현 | 가 와 사 키 시 | 가 와 사 키 구 |
| KK 25   | 다이시바시      | 大師橋    | 0.6 | 3.8       |           | 가 나 가 와 현 | 가 와 사 키 시 | 가 와 사 키 구 |
| KK 26   | 고지마신덴      | 小島新田  | 0.7 | 4.5       |           | 가 나 가 와 현 | 가 와 사 키 시 | 가 와 사 키 구 |

- 전 열차가 보통 열차로 전 역에 정차한다.

## 입체화(지하 철도화) 계획
이 다이시 선의 건널목과 교차하는 도로의 복잡을 해결을 위하여 가와사키시와 게이힌 급행 전철은 다이시 선의 경로를 변경하기 및 입체화(지하 철도화)하기를 협의해왔다.
2008년 현재 다이시 선의 건널목이 15개 있으나 이 가운데 14개를 제거할 계획이다. 2015년 봄 경에 지하 철도화 공사가 완료할 계획이나 2015년 이후 완료할 전망이 있다. 히가시몬젠 ~ 고지마신덴 구간에는 산업도로(가나가와 현 지방도 6호선), ja)가 교차하는 건널목이 있기 때문에 이 구간은 이미 공사가 시작되었다.

### 신경로
게이큐 가와사키 ~ 가와사키다이시 구간은 지하에 노선이 옮겨져서 현재 다이시 선보다 0.5 km 정도 길어질 것이다.
신경로로는 가와사키역 동쪽에 다이시 선의 게이큐 가와사키 역이 건설되고 국도 132호선에 따라 남동 방면에 나가서 국도 15호선과 교차하는 네거리에 미야마에 역(가칭, 일본어: 宮前駅)이 신설될 것이다. 가와사키 경마장 밑을 지나가서 미나토초 역에서부터는 국도 409호선에 따라 지하 구간을 갈 것이다.
가와사키다이시 ~ 고지마신덴 구간은 현재 다이시 선의 밑에 노선이 옮겨지며 고지마신덴 역만 입체화되지 않을 것이다.